# Baufritz
Die Bau-Fritz GmbH & Co. KG ist ein Fertighaushersteller im  oberschwäbischen Erkheim. Im Jahr 2019 wurde mit etwa 460 Mitarbeitern ein Umsatz von 96 Millionen Euro erzielt.

## Geschichte
Das Unternehmen Baufritz wurde im Jahr 1896 von Sylvester Fritz als Zimmerei gegründet. Gebaut wurden Wohnhäuser, landwirtschaftliche Gebäude, Fachwerkhäuser, Dachstühle und Kirchtürme. 1927 übernahm Johann Fritz das Unternehmen seines Vaters und begann  mit der serienmäßigen Herstellung von Holzfertigteilen. 1963 trat Hubert Fritz in das Unternehmen ein und richtete es Ende der 1970er Jahre auf eine ökologische Bauweise aus (sogenannte „Voll-Werte-Häuser“).

## Unternehmen

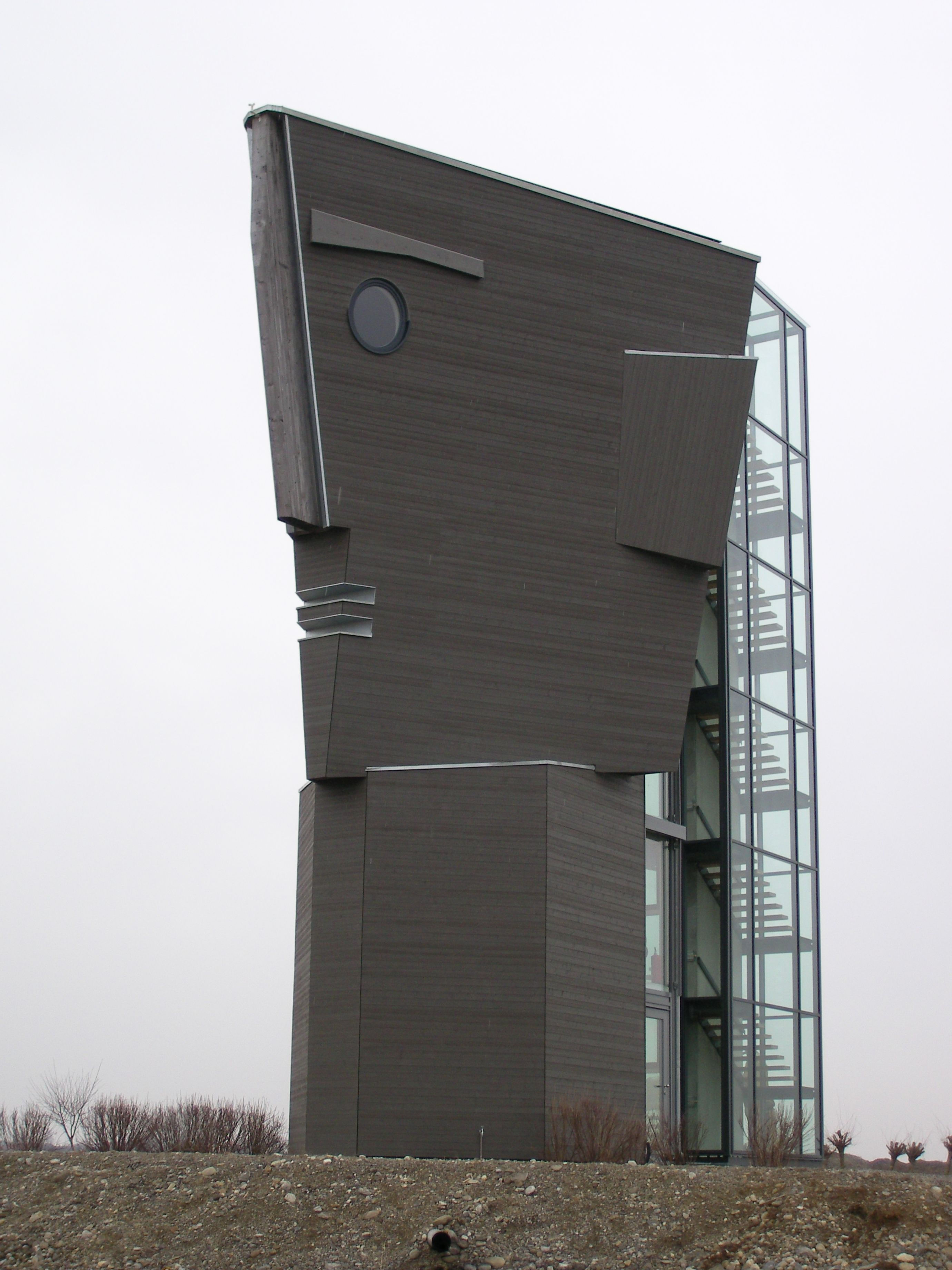
Der „Holzkopf“ von Diether Kunerth

1996 baute die Firma aus dem Anlass ihres 100-jährigen Bestehens den größten Holzkopf Deutschlands direkt neben der A 96. Der Entwurf stammt von dem Künstler Diether Kunerth. Das vierstöckige Gebäude wird heute als Bürogebäude genutzt. (48° 1′ 42,4″ N, 10° 20′ 0″ O)
1999 trat Dagmar Fritz-Kramer, die Tochter von Hubert Fritz, in das Unternehmen ein, seit Juni 2004 leitet sie das Familienunternehmen in vierter Generation.
Bau-Fritz produziert etwa 180 bis 200 Häuser im Jahr. Die Holzhäuser werden in Deutschland, Österreich, der Schweiz, den Beneluxländern, Großbritannien und Italien angeboten.

## Bauweise
Baufritz wurde 2010 als derjenige unter den Fertighausherstellern beschrieben, der ökologisches Bauen am konsequentesten betreibt. Die Häuser werden in Holztafelbauweise gebaut. Neben dem Tragwerk aus Holz verbessern die Dämmung  mit  gepressten Hobelspänen sowie meist eine  Holzpelletheizung plus Solarunterstützung oder Wärmepumpenheizung die Ökobilanz. Einige Häuser wurden mit einem Mini-Blockheizkraftwerk im Keller gebaut.
Die einzelnen Häuser werden im „HausSchneiderei“ genannten Planungszentrum vom Bauherrn gemeinsam mit einem Team von Hausdesignern, Energieberatern und Baubiologen ausgearbeitet.
Alle wesentlichen Teile des Hauses wie Wand-, Decken- und Dachelemente werden in Erkheim vorproduziert. Die Montage der vorgefertigten Teile des Gebäudes auf der Baustelle dauert zwei Tage. Nach zehn- bis zwanzigwöchiger Bauzeit sind die Häuser fertig.
Holz für die Außenfassade kommt aus Finnland. Sämtliche beim Bau verwendeten Materialien werden in einem firmeneigenen Labor geprüft. Von den Bauherren hängt ab, ob – bei entsprechenden Mehrkosten – in jedem Detail von ungiftigen Klebern und Schäumen bis zum nickelfreien Wasserhahn die ökologisch besten Lösungen gewählt werden. Die Bauherren können allerdings nicht alle Elemente frei wählen, so sind etwa Kunststoff-Fenster tabu. Individuell können Elemente wie ein Wasser-Recycling-System oder ein Ausbau zum Allergikerhaus mit Pollenschleuse eingeplant werden. 
Baufritz hält über 40 angemeldete in- und ausländische Patente im Bereich des ökologischen Bauens.

## Zertifizierungen
1979 erhielt Baufritz als erster Blockhaushersteller vom Landesverband Bayern der Gütegemeinschaft Montagebau und Fertighäuser e. V. das Gütezeichen. Seit 1996 ist das Unternehmen als erstes seiner Branche EMAS-zertifiziert. Seit 1998 ist Baufritz DIN EN ISO 9001-zertifiziert. 2002 verlieh Verbraucherministerin Renate Künast für die biologische Baufritz-Hobelspänedämmung HOIZ das damals neue europäische Biosiegel für geprüfte Baustoffe „natureplus“.

## Auszeichnungen
1995 wurde Hubert Fritz als Ökomanager des Jahres ausgezeichnet.
Dagmar Fritz-Kramer erhielt 2007 den Unternehmerpreis der bayerischen SPD. 2008 wurde sie als Veuve Clicquot Business Woman of the Year sowie mit dem Manager-Nachwuchspreis Karriere des Jahres in der Kategorie Karriere des Jahres im Mittelstand ausgezeichnet.
Die Firma Baufritz wurde im Jahr 2008 von der damaligen Bundesfamilienministerin von der Leyen als Deutschlands familienfreundlichstes Mittelstandsunternehmen ausgezeichnet.
Ende 2009 erhielt Baufritz den Deutschen Nachhaltigkeitspreis als Deutschlands nachhaltigstes Unternehmen.
Im September 2023 zeichnete die Deutsche Bundesstiftung Umwelt Dagmar Fritz-Kramer mit dem Deutschen Umweltpreis aus.